# Charadrophila capensis
Charadrophila capensis är en tvåhjärtbladig växtart som beskrevs av Hermann Wilhelm Rudolf Marloth. Charadrophila capensis ingår i släktet Charadrophila och familjen Stilbaceae. Inga underarter finns listade i Catalogue of Life.